# Armand Swartenbroeks
Armand Swartenbroeks (30. června 1892, Laken, Belgie – 3. října 1980, Koekelberg, Belgie) byl belgický fotbalista a reprezentant.
Hrál za Daring Club de Bruxelles (později byl přejmenován na R. Daring Club Molenbeek). Zúčastnil se Letních olympijských her 1920 v Antverpách, kde domácí belgický tým získal ve finále zlaté medaile poté, co reprezentace Československa opustila na protest proti verdiktům rozhodčího ve 40. minutě za stavu 2:0 pro Belgii hřiště a byla diskvalifikována. Hrál i na Letních olympijských her 1924 v Paříži proti Švédsku (porážka 1:8).
V reprezentaci debutoval 20. dubna 1913 proti sousednímu Nizozemsku (výhra 4:2). Poslední utkání odehrál opět proti Nizozemsku 11. března 1928 (remíza 1:1). Celkem odehrál v belgickém národním týmu 50 oficiálních zápasů, gól nevstřelil.